# Gemma Bellincioni
Gemma Cesira Matilda Bellincioni (ur. 17 lub 18 sierpnia 1864 w Monzy, zm. 23 kwietnia 1950 w Neapolu) – włoska śpiewaczka, sopran.

## Życiorys
Była córką śpiewaka Cesare Bellincionego i śpiewaczki Carlotty Soroldoni. Studiowała w Mediolanie. Na scenie operowej zadebiutowała w 1879 roku w Neapolu w Il segreto della duchessa Giuseppe Dell’Orefice. Po dalszych studiach u Luigii Ponti i Giovanniego Corsi występowała w Hiszpanii i Portugalii (1882) oraz w Rzymie (1885). W 1886 roku debiutowała w mediolańskiej La Scali jako Violetta w Traviacie Giuseppe Verdiego. Brała udział w prawykonaniach wielu oper werystycznych, kreowała rolę Santuzzy w Rycerskości wieśniaczej Pietra Mascagniego (1890) i Fedory w Fedorze Umberta Giordana (1898). W 1906 roku w Turynie śpiewała partię tytułową podczas włoskiej premiery Salome Richarda Straussa pod batutą kompozytora. W 1911 roku zakończyła karierę sceniczną i poświęciła się pracy pedagogicznej. Jedynie w 1924 roku okazjonalnie wystąpiła kilka razy w Holandii. Uczyła śpiewu w Berlinie (1911–1915), Wiedniu (1931–1932) i Neapolu (od 1932).
Opublikowała podręcznik Scuola di canto (Paryż 1912) i autobiografię Io ed il palcoscenico (Mediolan 1920). Zachowało się kilka nagrań jej głosu z lat 1903–1905. Jej mężem był śpiewak Roberto Stagno. Ich córka, Bianca Stagno-Bellincioni (1888–1980), także została śpiewaczką.